# Resolució 1607 del Consell de Seguretat de les Nacions Unides
La Resolució 1607 del Consell de Seguretat de les Nacions Unides fou adoptada per unanimitat el 21 de juny de 2005. Després de recordar totes les resolucions anteriors sobre la situació a Libèria, el Consell va ampliar l'embargament dels diamants liberians durant sis mesos més.

## Resolució

### Observacions
El Consell de Seguretat va reconèixer el vincle entre l'explotació il·legal de recursos com els diamants i la fusta, el tràfic il·legal d'armes i els conflictes a l'Àfrica occidental, particularment a Libèria. En aquest sentit, va assenyalar que les mesures imposades a la Resolució 1521 (2003) pretenien evitar el conflicte.
El preàmbul de la resolució també va expressar la seva preocupació perquè l'ex president Charles Ghankay Taylor i els seus col·laboradors propers estiguessin involucrats en activitats que minaven la pau i l'estabilitat a la regió. Va assenyalar la finalització dels processos de desarmament i desmobilització, respecte de l'alto el foc i la implementació d'un acord de pau. Preocupava que el govern de transició tingués un control limitat sobre algunes àrees del país i els continus reptes.

### Actes
Actuant sota el Capítol VII de la Carta de les Nacions Unides, el Consell va decidir renovar les sancions contra Libèria relatives als diamants, tot reiterant que aixecaria les mesures una vegada que el govern de transició hagués complert les seves condicions, inclòs l'establiment d'un certificat de origen. Es va instar al govern de transició a emprendre reformes forestals i consells sobre la seva gestió de la fusta i dels diamants. Les sancions financeres contra Charles Taylor imposades a la Resolució 1532 (2004) continuarien vigents i es va recordar a tots els Estats que implementessin totes les sancions.
Mentrestant es va restablir un panell d'experts de cinc membres designat pel Secretari General de les Nacions Unides Kofi Annan de conformitat amb la Resolució 1549 (2004) fins al 21 de desembre de 2005 per supervisar la implementació i l'impacte de les sancions. El panell informaria si Libèria havia complert les condicions per a l'aixecament de les sancions.
També calia que la Missió de les Nacions Unides a Libèria (UNMIL), el Comitè establert per la Resolució 1521 i el grup d'experts seguissin supervisant l'aplicació de les mesures i les violacions i el govern de transició en la seva contractació i moviment d'ex-combatents.